# 請方
請方（うけかた）は、千葉県印旛郡栄町の大字。郵便番号270-1543。

## 地理
北は中谷、北東は北、東は四ツ谷、南東は四箇、長門谷、南は大森、押付、南西は曽根、西は三和、北西は布太に隣接している。

## 世帯数と人口
2017年（平成29年）11月1日現在の世帯数と人口は以下の通りである。
| 大字 | 世帯数 | 人口  |
| ---- | ------ | ----- |
| 請方 | 90世帯 | 265人 |

## 小・中学校の学区
町立小・中学校に通う場合、学区は以下の通りとなる。
| 地域 | 小学校           | 中学校         |
| ---- | ---------------- | -------------- |
| 全域 | 栄町立布鎌小学校 | 栄町立栄中学校 |

## 施設
- 栄町立布鎌小学校
- JA西印旛農産物直売所栄支店
- 請方集会所
- 請方農村協同会館
- 天神社
- 浅間神社
- 香取神社
- 八幡神社
- 大師堂

## 交通

### バス
- 栄町循環バス[5]
  - 布鎌循環ルート[6][7]
    - （中谷） - 42産直館前 - 43布鎌小学校前 - （布太）

### 道路
- 主要地方道
  - 千葉県道68号美浦栄線